# Omniscience
Omniscience – album koncertowy amerykańskiego zespołu Swans, wydany w 1992 przez Young God Records.
Omniscience zawiera nagrania z różnych występów zespołu podczas trasy koncertowej z 1992. Materiał został poddany znacznej obróbce studyjnej. Autorem utworów na płycie (z wyjątkiem „Black Eyed Dog”) jest Michael Gira.
W 2015 dwa utwory z albumu („Mother's Milk” i „Amnesia”) znalazły się na reedycji White Light from the Mouth of Infinity / Love of Life (Deluxe Edition).

## Lista utworów
Wersja CD:
| Nr  | Tytuł utworu              | Długość |
| --- | ------------------------- | ------- |
| 1.  | „Mother's Milk”           | 4:38    |
| 2.  | „Pow R Sac”               | 3:38    |
| 3.  | „Will Serve”              | 3:38    |
| 4.  | „Her”                     | 8:43    |
| 5.  | „Black Eyed Dog”          | 3:35    |
| 6.  | „Amnesia”                 | 6:20    |
| 7.  | „Love of Life”            | 8:33    |
| 8.  | „(----)”                  | 2:28    |
| 9.  | „Other Side of the World” | 4:00    |
| 10. | „Rutting”                 | 1:52    |
| 11. | „God Loves America”       | 6:34    |
| 12. | „Omnipotent”              | 2:57    |
|     |                           | 56:56   |

- „Black Eyed Dog” jest wersją utworu z 1974 (autor: Nick Drake).

## Twórcy
- Michael Gira – śpiew, gitara elektryczna, gitara akustyczna
- Jarboe – śpiew, instrumenty klawiszowe
- Clinton Steele – gitara elektryczna, gitara akustyczna
- Algis Kizys – gitara basowa
- Vincent Signorelli – perkusja